# Dirk Neldner
Dirk Neldner (* 16. April 1958 in Hamburg) ist ein international tätiger, deutscher Theatermacher und Kulturmanager.

## Theater
Dirk Neldner wuchs in Hamburg auf und zog zum Studium der Theaterwissenschaften, Germanistik und Politik nach (West) Berlin. 
Von 1982 bis 1988 führte er die Geschäfte des Privattheaters Junges Theater in Berlin-Kreuzberg unter der künstlerischen Leitung von Ingrid Kaehler. Anfang der 1990er Jahre gründete er die Theater-Zeitschrift "Theater in Berlin" im Eigenverlag, der ab 1996 von Sabine Korneli weitergeführt wurde.
Von 1992 bis 2001 war er als Mitglied der Theaterleitung Chef-Marketing am carrousel Theater an der Parkaue (heute Theater an der Parkaue), einem der größten deutschen Kinder- und Jugendtheater. Es folgte ein eineinhalbjähriges Engagement an der Hochschule Musik und Theater Zürich, heute Zürcher Hochschule der Künste, wo er u. a. die Neustrukturierung des Theater an der Sihl innerhalb der Hochschule mit organisierte.
Von 2010 bis 2015 war Dirk Neldner Geschäftsführer am Berliner Kabarett-Theater Distel und eröffnete dort 2012 die Studio Bühne für junge Kabarett-Talente, die Sven Laude leitete.
2022 hatte die zweisprachige Produktion „Sax&Play / Berlin@Play“, ein interaktives Theater-Game, in Radebeul und Berlin Premiere. Eine Kooperation der Landesbühnen Sachsen mit dem Platypus Theater unter der künstlerische Leitung von Neldner. „Berlin@Play“ wurde im Mai 2023 zur 10. Theatre_Olympics nach Budapest eingeladen.
Neldner ist verheiratet, hat ein Kind und lebt in Berlin-Friedrichshagen.

## Internationale Theater-Kooperationen
Unter der Intendanz von Manuel Schöbel begann Neldner in Zusammenarbeit mit der Chef-Dramaturgin Odette Bereska das carrousel Theater an der Parkaue international zu vernetzen. So mit dem TYUZ Theatre (Bryantsev_Youth_Theatre) in Sankt Petersburg und dem ATYP (Australian Theatre for Young People) in Sydney. Ferner wurden von ihm größere internationale Kooperationsprojekte wie „Europäische Schulhof-Geschichten“ und Magic Net, jeweils durch die EU gefördert, initiiert und durchgeführt.
Seit 2005 entwickelt Neldner gemeinsam mit Odette Bereska und Sven Laude große multinationale Theater-Kooperationsprojekte im Rahmen der EU-Kulturförderprogramme (Culture 2000, Culture, Creative Europe):
| Zeitraum  | Projekt         | Projekt Claim                                                | Leitende Einrichtung                      | Anzahl an Partnern / Ländern        |
| --------- | --------------- | ------------------------------------------------------------ | ----------------------------------------- | ----------------------------------- |
| 2005–2008 | Magic-Net       | Connect Classic Drama to Young Audiences                     | Mecklenburgisches Staatstheater Schwerin  | 14 Theater / 12 Länder              |
| 2009–2013 | Platform11+     | Artistic Discoveries in European Schoolyards                 | Brageteatret Drammen, Norwegen            | 12 Theater / 11 Länder              |
| 2014–2016 | Boomerang       | A Global Theatre Intervention: Documents of Poverty and Hope | Teatro Elsinor, Forlí, Italien            | 6 Theater / 6 Länder / 3 Kontinente |
| 2015–2018 | Platform Shift+ | Digital Challanges in Theatre for Young Audiences            | Pilot Theatre, York, Großbritannien       | 11 Theater / 9 Länder               |
| 2019–2024 | PlayOn!         | New Storytelling with Immersive Technology                   | VAT Teater, Tallinn, Estland              | 9 Theater, 9 Unis / 9 Länder        |
| 2019–2024 | ConnectUp       | European Theatre for Young Audiences in a Union of Diversity | Universität Agder, Kristiansand, Norwegen | 11 Theater / 9 Festivals / 9 Länder |
| 2022–2025 | Phōnē           | Giving Minority Languages a Voice                            | Tryater, Leeuwarden, Niederlande          | 8 Theater / 8 Länder                |

## Andere Tätigkeiten
- Für die Eröffnung des Humboldt Forums / Ethnologisches Museum im Berliner Schloss konzipierte Neldner die Teilausstellung „Ansichtsache(n) : Das Deutsche in mir ist indirekt“, die gemeinsam mit Felicia Daniel und Sven Laude realisiert wurde. In Fotocollagen und Video-Interviews wird die Geschichte der sog. „DDR-Kinder von Namibia“ anhand ausgewählter Biografien nacherzählt.[7] Die Recherche zu dem Thema startete er im Rahmen der Bewerbung Dresdens zur Kulturhauptstadt Europas 2025.[8]
- Als Kleist-Beauftragter (2008/2009) von Frankfurt (Oder) entwickelte er für die Stadt das Konzept des Kleist-Jahres 2011.[9]